# 2001년 오리콘 1위 싱글 목록
일본에서 한 주간 가장 많이 팔린 싱글은 오리콘 주간 차트에 실리며, 이 차트는 오리콘이 발행하는 잡지 《오리스타》에 개제된다. 판매량은 한 주 동안의 각 싱글의 판매량을 기준으로 오리콘이 종합한다.

## 차트 기록
| 발행일    | 싱글                                                         | 가수                  | 참고                               |
| --------- | ------------------------------------------------------------ | --------------------- | ---------------------------------- |
| 1월 1일   | (미발표)                                                     | (미발표)              |                                    |
| 1월 8일   | 「M」                                                        | 하마사키 아유미       | 통산 2주                           |
| 1월 15일  | 「fragile/JIRENMA」                                          | Every Little Thing    | 2주 연속                           |
| 1월 22일  | 「fragile/JIRENMA」                                          | Every Little Thing    | 2주 연속                           |
| 1월 29일  | 「ミニモニ。ジャンケンぴょん!／春夏秋冬だいすっき!」         | 미니모니              | 2주 연속                           |
| 2월 5일   | 「ミニモニ。ジャンケンぴょん!／春夏秋冬だいすっき!」         | 미니모니              | 2주 연속                           |
| 2월 12일  | 「evolution」                                                | 하마사키 아유미       | 2001년 2월 1위                     |
| 2월 19일  | 「ボクの背中には羽根がある」                                 | KinKi Kids            |                                    |
| 2월 26일  | 「Can You Keep A Secret?」                                   | 우타다 히카루         | 2주 연속 2001년 1위 2001년 3월 1위 |
| 3월 5일   | 「Can You Keep A Secret?」                                   | 우타다 히카루         | 2주 연속 2001년 1위 2001년 3월 1위 |
| 3월 12일  | 「BABY! 恋にKNOCK OUT!」                                     | 풋치모니              |                                    |
| 3월 19일  | 「NEVER EVER」                                               | 하마사키 아유미       |                                    |
| 3월 26일  | 「ultra soul」                                               | B'z                   | 2주 연속                           |
| 4월 2일   | 「ultra soul」                                               | B'z                   | 2주 연속                           |
| 4월 9일   | 「愛のバカやろう」                                           | 고토 마키             | 2001년 4월 1위                     |
| 4월 16일  | 「明日があるさ」                                             | Re:Japan              |                                    |
| 4월 23일  | 「PIECES OF A DREAM」                                        | CHEMISTRY             |                                    |
| 4월 30일  | 「君のために僕がいる」                                       | 아라시                |                                    |
| 5월 7일   | 「GLOBAL COMMUNICATION」                                     | GLAY                  | 2001년 5월 1위                     |
| 5월 14일  | 「ZERO LANDMINE」                                            | N.M.L.                | 2주 연속                           |
| 5월 21일  | 「ZERO LANDMINE」                                            | N.M.L.                | 2주 연속                           |
| 5월 28일  | 「Endless sorrow」                                           | 하마사키 아유미       |                                    |
| 6월 4일   | 「情熱」                                                     | KinKi Kids            | 2001년 6월 1위                     |
| 6월 11일  | 「メッセージ/ひとりぼっちのハブラシ」                        | TOKIO                 |                                    |
| 6월 18일  | 「Point of No Return/君をさがしてた」                        | CHEMISTRY             | 2주 연속                           |
| 6월 25일  | 「Point of No Return/君をさがしてた」                        | CHEMISTRY             | 2주 연속                           |
| 7월 2일   | 「Lifetime Respect」                                         | 미키 도잔             |                                    |
| 7월 9일   | 「アゲハ蝶」                                                 | 포르노그라피티        |                                    |
| 7월 16일  | 「波乗りジョニー」                                           | 쿠와타 케이스케       | 2001년 7월 1위                     |
| 7월 23일  | 「UNITE !」                                                  | 하마사키 아유미       |                                    |
| 7월 30일  | 「波乗りジョニー」                                           | 쿠와타 케이스케       | 통산 2주                           |
| 8월 6일   | 「ザ☆ピ～ス!」                                               | 모닝구무스메          | 2001년 8월 1위                     |
| 8월 13일  | 「時代」                                                     | 아라시                |                                    |
| 8월 20일  | 「GOLD」                                                     | B'z                   | 2주 연속                           |
| 8월 27일  | 「GOLD」                                                     | B'z                   | 2주 연속                           |
| 9월 3일   | 「優しい歌」                                                 | Mr.Children           | 2001년 9월 1위                     |
| 9월 10일  | 「出せない手紙」                                             | V6                    |                                    |
| 9월 17일  | 「Spirit dreams inside -another dream-」                     | L'Arc~en~Ciel         |                                    |
| 9월 24일  | 「ミニモニ。テレフォン!リンリンリン／ミニモニ。バスガイド!」 | 미니모니              |                                    |
| 10월 1일  | 「ひとひらの自由」                                           | GLAY                  |                                    |
| 10월 8일  | 「Dearest」                                                  | 하마사키 아유미       | 2주 연속, 2001년 10월 1위          |
| 10월 15일 | 「Dearest」                                                  | 하마사키 아유미       | 2주 연속, 2001년 10월 1위          |
| 10월 22일 | 「You Go Your Way」                                          | CHEMISTRY             |                                    |
| 10월 29일 | 「evergreen」                                                | Hyde                  |                                    |
| 11월 5일  | 「白い恋人達」                                               | 쿠와타 케이스케       | 2001년 11월 1위                    |
| 11월 12일 | 「Mr.Moonlight ~愛のビッグバンド~」                          | 모닝구무스메          |                                    |
| 11월 19일 | 「youthful days」                                            | Mr.Children           |                                    |
| 11월 26일 | 「Hey! みんな元気かい?」                                     | KinKi Kids            |                                    |
| 12월 3일  | 「王子様と雪の夜」                                           | 탄포포                |                                    |
| 12월 10일 | 「traveling」                                                | 우타다 히카루         | 2주 연속, 2001년 12월 1위          |
| 12월 17일 | 「traveling」                                                | 우타다 히카루         | 2주 연속, 2001년 12월 1위          |
| 12월 24일 | 「a song is born」                                           | 하마사키 아유미&KEIKO |                                    |
| 12월 31일 | 「ALWAYS」                                                   | J-FRIENDS             |                                    |

## 연간 TOP 10
※ 집계: 2000년 12월 4일 - 2001년 11월 26일
- 1위: 우타다 히카루 「Can You Keep A Secret?」
- 2위: 하마사키 아유미 「M」
- 3위: CHEMISTRY 「PIECES ON A DREAM」
- 4위: 쿠와타 케이스케 「波乗りジョニー」
- 5위: 모닝구무스메 「恋愛レボリューション21」
- 6위: 쿠와타 케이스케 「白い恋人達」
- 7위: 하마사키 아유미 「evolution」
- 8위: KinKi Kids 「ボクの背中には羽根がある」
- 9위: 미키 도잔 「Lifetime Respect」
- 10위: 포르노그라피티 「アゲハ蝶」